# Protonemura julia
Protonemura julia är en bäcksländeart som beskrevs av Nicolai 1983. Protonemura julia ingår i släktet Protonemura och familjen kryssbäcksländor. Inga underarter finns listade i Catalogue of Life.